# پنجه‌گرگی باتلاق
پنجه‌گرگی باتلاق (نام علمی: Lycopodiella inundata) نام یک گونه از تیره پنجه‌گرگیان است.